# Ringer-Asienmeisterschaften
Ringer-Asienmeisterschaften wurden zum ersten Mal 1979 im freien Stil ausgetragen. Frauen starteten erstmals 1996 an den kontinentalen Titelkämpfen.

## Überblick
| Jahr    | Griechisch-römisch         | Griechisch-römisch         | Freistil                   | Freistil                   | Frauen                     | Frauen                     |                            |
| Jahr    | Austragungsort             | Erfolgreichste Nation      | Austragungsort             | Erfolgreichste Nation      | Austragungsort             | Erfolgreichste Nation      | Gwk                        |
| ------- | -------------------------- | -------------------------- | -------------------------- | -------------------------- | -------------------------- | -------------------------- | -------------------------- |
| 1979    |                            |                            | Jutandaru                  | Iran                       |                            |                            | 11                         |
| 1980    | keine Asienmeisterschaften | keine Asienmeisterschaften | keine Asienmeisterschaften | keine Asienmeisterschaften | keine Asienmeisterschaften | keine Asienmeisterschaften | keine Asienmeisterschaften |
| 1981    |                            |                            | Lahore                     | Iran                       |                            |                            | 10                         |
| 1982    | keine Asienmeisterschaften | keine Asienmeisterschaften | keine Asienmeisterschaften | keine Asienmeisterschaften | keine Asienmeisterschaften | keine Asienmeisterschaften | keine Asienmeisterschaften |
| 1983    | Teheran                    | Iran                       | Teheran                    | Iran                       |                            |                            | 10                         |
| 1984–86 | keine Asienmeisterschaften | keine Asienmeisterschaften | keine Asienmeisterschaften | keine Asienmeisterschaften | keine Asienmeisterschaften | keine Asienmeisterschaften | keine Asienmeisterschaften |
| 1987    | Bombay                     | Südkorea                   | Bombay                     | Iran                       |                            |                            | 10                         |
| 1988    |                            |                            | Islamabad                  | Iran                       |                            |                            | 10                         |
| 1989    | Oarai Ibaraki              | Südkorea                   | Oarai Ibaraki              | Iran                       |                            |                            | 10                         |
| 1990    | keine Asienmeisterschaften | keine Asienmeisterschaften | keine Asienmeisterschaften | keine Asienmeisterschaften | keine Asienmeisterschaften | keine Asienmeisterschaften | keine Asienmeisterschaften |
| 1991    | Teheran                    | Iran                       | Neu-Delhi                  | Iran                       |                            |                            | 10                         |
| 1992    | Teheran                    | Iran                       | Teheran                    | Iran                       |                            |                            | 10                         |
| 1993    | Hiroshima                  | Südkorea                   | Ulaanbaatar                | Iran                       |                            |                            | 10                         |
| 1994    | keine Asienmeisterschaften | keine Asienmeisterschaften | keine Asienmeisterschaften | keine Asienmeisterschaften | keine Asienmeisterschaften | keine Asienmeisterschaften | keine Asienmeisterschaften |
| 1995    | Manila                     | Südkorea                   | Manila                     | Iran                       |                            |                            | 10                         |
| 1996    | Xiaoshan                   | Südkorea                   | Xiaoshan                   | Iran                       | Xiaoshan                   | Japan                      | 10/10/9                    |
| 1997    | Iran                       | Südkorea                   | Iran                       | Iran                       | Taipei                     | Japan                      | 8/8/6                      |
| 1998    | keine Asienmeisterschaften | keine Asienmeisterschaften | keine Asienmeisterschaften | keine Asienmeisterschaften | keine Asienmeisterschaften | keine Asienmeisterschaften | keine Asienmeisterschaften |
| 1999    | Taschkent                  | Südkorea                   | Taschkent                  | Usbekistan                 | Taschkent                  | Japan                      | 8/8/6                      |
| 2000    | Seoul                      | Südkorea                   | Guilin                     | Usbekistan                 | Seoul                      | Japan                      | 8/8/6                      |
| 2001    | Ulaanbaatar                | Iran                       | Ulaanbaatar                | Iran                       | Ulaanbaatar                | Japan                      | 8/8/6                      |
| 2002    | keine Asienmeisterschaften | keine Asienmeisterschaften | keine Asienmeisterschaften | keine Asienmeisterschaften | keine Asienmeisterschaften | keine Asienmeisterschaften | keine Asienmeisterschaften |
| 2003    | Neu-Delhi                  | Kasachstan                 | Neu-Delhi                  | Iran                       | Neu-Delhi                  | Japan                      | 7                          |
| 2004    | Alma-Ata                   | Kasachstan                 | Teheran                    | Iran                       | Tokio                      | Japan                      | 7                          |
| 2005    | Wuhan                      | Kasachstan                 | Wuhan                      | Iran                       | Wuhan                      | Japan                      | 7                          |
| 2006    | Alma-Ata                   | Kasachstan                 | Alma-Ata                   | Kasachstan                 | Alma-Ata                   | Japan                      | 7                          |
| 2007    | Bischkek                   | Iran                       | Bischkek                   | Iran                       | Bischkek                   | China                      | 7                          |
| 2008    | Jeju                       | Iran                       | Jeju                       | Iran                       | Jeju                       | Japan                      | 7                          |
| 2009    | Pattaya                    | Iran                       | Pattaya                    | Iran                       | Pattaya                    | Japan                      | 7                          |
| 2010    | Neu-Delhi                  | Südkorea                   | Neu-Delhi                  | Iran                       | Neu-Delhi                  | China                      | 7                          |
| 2011    | Taschkent                  | Iran                       | Taschkent                  | Usbekistan                 | Taschkent                  | Japan                      | 7                          |
| 2012    | Gumi                       | Iran                       | Gumi                       | Iran                       | Gumi                       | China                      | 7                          |
| 2013    | Neu-Delhi                  | Südkorea                   | Neu-Delhi                  | Indien                     | Neu-Delhi                  | Japan                      | 7                          |
| 2014    | Almaty                     | Kasachstan                 | Almaty                     | Iran                       | Almaty                     | Japan                      | 8                          |
| 2015    | Doha                       | Iran                       | Doha                       | Iran                       | Doha                       | Japan                      | 8                          |
| 2016    | Bangkok                    | Iran                       | Bangkok                    | Iran                       | Bangkok                    | China                      | 8                          |
| 2017    | Neu-Delhi                  | Iran                       | Neu-Delhi                  | Iran                       | Neu-Delhi                  | Japan                      | 8                          |
| 2018    | Bischkek                   | Kasachstan                 | Bischkek                   | Usbekistan                 | Bischkek                   | China                      | 10                         |
| 2019    | Xi’an                      | Iran                       | Xi’an                      | Iran                       | Xi’an                      | Japan                      | 10                         |
| 2020    | Neu-Delhi                  | Iran                       | Neu-Delhi                  | Iran                       | Neu-Delhi                  | Japan                      | 10                         |
| 2021    | Almaty                     | Iran                       | Almaty                     | Iran                       | Almaty                     | Indien                     | 10                         |
| 2022    | Ulaanbaatar                | Kasachstan                 | Ulaanbaatar                | Iran                       | Ulaanbaatar                | Japan                      | 10                         |
| 2023    | Astana                     | Iran                       | Astana                     | Kasachstan                 | Astana                     | Japan                      | 10                         |
| 2024    | Bischkek                   | Iran                       | Bischkek                   | Iran                       | Bischkek                   | Japan                      | 10                         |